# Мардук
Мардук (Клинопис: 𒀭𒀫𒌓 dAMAR.UTU; шумерски: amar utu.k „теле на слънцето; слънчево теле“; класически сирийски: ܡܪܘܿܕ݂ܵܟܼ (Mrōḏāḵ),  иврит: מְרֹדַךְ, съвременен: Mərōdaḵ, тибирийски: Merōḏaḵ) е бог от древна Месопотамия и божество покровител на град Вавилон. Върховен бог и цар на богове и смъртни във Вавилония, бог-създател. Мардук е божество на есенното слънце, на заклинанията и предсказанията. Когато Вавилон става политически център на долината на Ефрат по времето на Хамурапи (XVIII век пр.н.е.), Мардук бавно започва да се издига до позицията на върховен бог на вавилонския пантеон, която той напълно придобива през втората половина на второто хилядолетие пр.н.е. В град Вавилон Мардук е бил почитан в храма Есагила. В чест на бог Мардук минавали процесиите по Улица на процесиите, водеща до портата на богиня Ищар.
Мардук се свързва с божественото оръжие Имхулу. Неговото символично животно и слуга, което Мардук веднъж е победил, е драконът Мушюшу.

## Характеристика
Първите писмени сведения за Мардук са от средата на 2 хилядолетие пр. Хр. От 22 век пр. Хр. се споменава като покровител на Вавилон. По време на Първата Вавилонска династия (19 – 16 в. пр. Хр) е обявен за централно божество във вавилонския пантеон. Според други източници това става през 12 век пр. Хр.
Главните култови места на Мардук са храмовете Есагила и Етеменанки във Вавилон. Жреците на Мардук са значителна сила в политическия живот на Вавилон. Те се опитали да създадат монотеистично учение, според което съществува само бог Мардук, а останалите богове са негови проявления.
Култът към Мардук се разпространява и в Асирия, където в някои случаи се идентифицира с върховния асирийски бог Ашур.

## Роднински връзки
- Баща: Еа (шумерския Енки), бог на мъдростта и магията
- Брат: Шамаш (в Шумер: Уту), бог на слънцето, покровител на справедливостта и гадателството.
- Съпруга: Сарпаниту (Царпаниту)

Деца:
- Набу, бог на изкуството и писането

## Митове
В епоса „Енума Елиш“ се разказва за жестока битка между Анунаки в която Мардук, единствения престрашил се от боговете, водил с богинята на соления океан Тиамат – хаоса. След като надделял, Мардук разсякъл тялото на Тиамат и сътворил от неговите части земята и небето. Без съмнение митът е създаден, за да се подчертае превъзходството на Мардук над останалите богове. Мардук смесил кръвта на убития втори съпруг на Тиамат – Кингу, и сътворил човека, за да служи на боговете. Според други версии човекът бил създаден от Еа по идея на Мардук.

## Символи и епитети
Във връзка с обявяването на Мардук за върховен бог, той придобива черти и епитети на много от другите богове – Еа, Ан, Енлил, шумерския Асаллухи и други. На Мардук се приписва господството (енлилство) над другите богове, подчертава се мъдростта му, изкуството да лекува, властта му над заклинанията, функциите му на водно божество и на бог на растителните сили. От Шамаш към Мардук преминава и епитета „съдия на боговете“.
Основните му епитети са „владетел на боговете“ и „баща на боговете“. Според мита „Енума Елиш“ Мардук имал петдесет тайнствени имена.
Основни символи на бога са брадва и драконът Мушхуш.

## Астрология
В късната Вавилонска астрология, е бил свързван с планетата Юпитер.
Като законодател в късния Вавилонски пантеон той е сравним със Зевс от древногръцката митология и Юпитер от римската, дал названието на планетата.

## Други имена
Адду, Арануна, Ашару, Бел, Воин, Златният бик (телец), Асарлухи, Божествено величество, Марукка, Меродах, Мершакушу, Лугал-Диммер-Анкиа, Нари-Лугал-Диммер-Анкиа, Намтила, Намру, Ашар, Ашар-алим, Ашар-алим-нуна, Туту, Зи-аккина, Зику, Агаку, Шазу, Зиси, Сухрим, Сухгурим, Захрим, Захгурим, Енбилулу, Епадун, Гугал, Хегал, Сирсир, Малах, Гил, Гилима, Агилима, Зулум, Мумму (Мамма), Зулум-умму, Гиз-нумун-аб, Лугал-аб-дубур, Пагал-гуена, Лугал-Дурма, Думу-дуку, Лугал-дуку, Лугал-шушана, Ируга, Иркингу, Кинма, Е-зискур, Неберу, Енкукур, Ра.